# 發岐
發岐（：／，?—197年），姓高，高句麗王子，為新大王伯固的兒子。他曾與山上王爭奪王位失敗。
據《三國史記》，發岐為故國川王之弟，延優與罽須之兄。故國川王過世時，王后于氏沒有生下男性子嗣。于王后面見發岐，因為發岐發言無禮，于王后決定支持其弟延優繼位。
發岐帶妻子投奔遼東太守公孫康，公孫康發兵，助發岐繼位。延優派其幼弟罽須發兵，擊敗漢朝軍隊，發岐兵敗自殺。延優繼位後，為山上王。

## 拔奇
據《三國史記》，新大王伯固的長子為拔奇（발기）。拔奇不受國人愛戴，因此由次男高男武繼位為故國川王。拔奇與消奴加部各帶領三萬人，投降公孫康，住在沸流水。
拔奇與發岐（발기）的發音相同，同樣有投降公孫康的事蹟，後世認為兩人有可能是同一個人的不同記載。
在《三國志》有伯固二子，拔奇與伊夷模爭奪王位的記錄，拔奇失敗後，投降公孫康。這段記錄與《三國史記》類似。
故國川王，跟山上王，在史書上都有被稱為伊夷謨（이이모）的記錄。因為山上王的名字延優（연우），發音跟伊夷謨接近，《三國志》中的伊夷模，可能是指山上王。在《三國志》後段記載，山上王是故國川王的兒子，與《三國史記》記載是他的弟弟，也不相同。

## 家庭
《三國志》記載，拔奇有一子，名叫駮位居（박위거）。留在高句麗國。